# Agnes Keith
Agnes Keith, född 1540, död 1588, var en skotsk grevinna. Hon gifte sig 1561 med James Stewart, 1:e earl av Moray, som var Skottlands regent 1567-1570, och 1572 med Colin Campbell, 6:e earl av Argyll. 

## Biografi
Som regentens maka hade hon högsta rang av Skottlands kvinnor under sin makes ämbetstid. 
Under sitt andra äktenskap var hon vida känd som en deltagare i politiken och agerade politisk rådgivare åt sin make, vilket gjorde att hon år 1573 blev bannlyst av den skotska kyrkan för att inte underkasta sig sin make. 
Genom sin vägran att lämna ut Maria Stuarts juveler, vilket ledde till en lång rättsstrid innan hon tvingades ge efter (1574-75), underblåste hon den konflikt mellan sin make och regenten James Douglas, 4:e earl av Morton, som 1578 ledde till Mortons fall. 